# Strachkvas
Strachkvas (auch: Kristián, Křišťan oder Christianus, deutsch Christian; † 996) war ein Mönch und Chronist in Böhmen des 10. Jahrhunderts. Er war ein Sohn des böhmischen Herzogs Boleslav I. und stand dem Prager Bischof Adalbert nahe. Sein Werk, die sogenannte Christianslegende, gilt als die erste Chronik Böhmens.

## Leben
Zur Person des Strachkvas / Christian gibt es drei voneinander unabhängige Überlieferungsstränge: Die Chronica Boemorum des Cosmas von Prag aus dem 12. Jahrhundert, zwei Legenden über den zweiten Prager Bischof Adalbert aus dem frühen 11. Jahrhundert, und eine Legende über die Heiligen Wenzel und Ludmilla, deren Autor er war und die kurz vor der Jahrtausendwende entstand. 
Nach Cosmas war Strachkvas Sohn des böhmischen Herzogs Boleslav I. Er soll am Tag des Festmahls geboren worden sein, an dem Boleslav seinen Bruder Wenzel ermordete (28. September 929 oder 935). Sein Name (abgeleitet von tschech. strašný kvas, lat. terribile convivium, deutsch furchtbares Fest) sollte laut dem Chronisten an das Verbrechen erinnern. Als weiteres Zeichen der Buße habe ihn sein Vater für den geistlichen Weg vorgesehen. Er kam zum Studium ins Kloster Sankt Emmeram nach Regensburg, wo er auch das Mönchsgelübde ablegte. Als Bischof Adalbert das erste Mal Prag verließ, hielt sich Strachkvas gerade in der Heimat auf, und Adalbert bot ihm an, das Bischofsamt zu übernehmen. Strachkvas lehnte mit Hinweis auf sein Gelübde ab. Zudem war es kanonisch unmöglich, zu Lebzeiten eines Bischofs das Amt neu zu besetzen. Erst nachdem Adalbert endgültig seine Diözese aufgeben hatte und auf Missionsreise ging, habe Strachkvas doch Bischof werden wollen und sei 996 auch gewählt worden. Bei seiner Weihe in Mainz sei er jedoch vor dem Altar „von einem Dämon besessen“ worden. 
Von einem Sohn Boleslavs I., beziehungsweise einem Bruder Boleslavs II., der Mönch geworden war, berichten auch Canaparius und Bruno von Querfurt, die Biografen Adalberts. Dieser hatte im Jahr 992 eine diplomatische Mission nach Rom angeführt, die Adalbert zur Rückkehr in seine Diözese bewegen sollte. Brun von Querfurt nennt den Mönch und „wortgewandten Mann“ (virum eloquentem) Christian, den Namen Strachkvas kennt er nicht.
„Ein Mönch namens Christian“ nennt sich schließlich auch der Verfasser einer der frühesten Legenden über die heiligen Wenzel und Ludmilla, die er überdies seinem Neffen oder Verwandten (nepos) Adalbert widmet.

## Werk
Christians Werk Vita et passio sancti Wenceslai et sancte Ludmile ave eius, besser bekannt unter dem Begriff Christianslegende, entstand in Prag, möglicherweise im Kloster Břevnov. Neben Leben und Tod der Heiligen Ludmilla und Wenzel beschreibt die Legende die Anfänge der Christianisierung Mährens und Böhmens und die Taufe des ersten christlichen böhmischen Herzogs Bořivoj I. Das Werk ist seit dem 18. Jahrhundert Gegenstand von Auseinandersetzungen namhafter Historiker und galt lange Zeit als Fälschung. Mittlerweile wird die Echtheit der Christianslegende weitgehend anerkannt. Die Niederschrift in lateinischer Sprache wird auch als die erste Chronik Böhmens angesehen.

## Ungeklärte Fragen
Die drei Überlieferungen kennen offenbar einander nicht. Die sachliche Übereinstimmung (der Mönchsstand, die Verwandtschaft mit den Přemysliden und die Nähe zu Bischof Adalbert) führte dennoch dazu, dass in der Forschung allgemein Strachkvas / Christian als dieselbe Person gilt. Etliche Details zu seinem Leben sind jedoch weiterhin strittig.
Den Namen Strachkvas überliefert nur Cosmas. Ob der Bruder Boleslavs tatsächlich so hieß und im Kloster den Namen Christian annahm, oder ob es sich nur um einen „sprechenden Namen“ handelt, den Cosmas aus stilistischen Gründen „erfand“, bleibt offen.
Das Gleiche gilt für die Lebensdaten. Die Geburt im Jahre 929 bzw. 935, die Cosmas behauptet, ist nicht sehr glaubwürdig und scheint allzu gut in die literarische Gesamtkomposition des Brudermordes und der anschließenden Buße Boleslavs zu passen. Nach Ansicht des Historikers Dušan Třeštík sei Christian als Sohn des regierenden Herzogs, der für die geistliche Laufbahn bestimmt war, der beste Kandidat für die Bischofswürde gewesen. Dass er weder 976 bei der Gründung des Prager Bistums, noch 988 bei Adalberts erster Abreise aus Prag das Amt übernahm, könne nur seinem jugendlichen Alter geschuldet sein. Er sei daher wohl am ehesten nach 960 als jüngster Sohn Bosleslavs I. geboren worden. Auch das Todesdatum 996 ist nur eine Annahme. Auch wenn weitere Berichte über Strachkvas aus späteren Jahren fehlen, steht nur fest, dass die Bischofsweihe nicht vollendet worden war. Die „Besessenheit“ könne auch auf einen epileptischen Anfall hindeuten, der zwar den Kandidaten für das Bischofsamt disqualifizierte, aber nicht tödlich sein musste. Wie bei den meisten bekannten Personen der böhmischen Geschichte des 10. Jahrhunderts sind das Geburts- und Todesjahr Christians Ergebnis von Forschungshypothesen und können keineswegs als gesichert gelten.
Großen Raum nimmt die Diskussion um Christians Verwandtschaftsverhältnisse ein. Dass Christian in seinem Werk seinen eigenen Vater, den Přemysliden Boleslav I., als Brudermörder schildert, war lange eines der zentralen Argumente gegen die Echtheit der Christianslegende. Den Quellen nach ist er sowohl mit den Přemysliden als auch (über Adalbert) mit den Slavnikiden verwandt, den beiden mächtigsten Adelsfamilien der damaligen Zeit. Die beiden Geschlechter sollen in Rivalität zueinander gestanden haben, und die Slavnikiden wurden im Jahr 995 fast vollständig ausgerottet. Die Verwandtschaft beider Familien wird heute, auch wegen der Berichte der Christianslegende, nicht mehr bestritten, jedoch bleiben viele Detailfragen weiterhin offen.